# Cerro Pata Patani
Cerro Pata Patani är ett berg i Bolivia.   Det ligger i departementet La Paz, i den västra delen av landet, 500 km nordväst om huvudstaden Sucre. Toppen på Cerro Pata Patani är 5 499 meter över havet, eller 58 meter över den omgivande terrängen. Bredden vid basen är 0,67 km.
Terrängen runt Cerro Pata Patani är kuperad åt sydväst, men åt nordost är den bergig. Runt Cerro Pata Patani är det ganska glesbefolkat, med 32 invånare per kvadratkilometer.. 
Trakten runt Cerro Pata Patani består i huvudsak av gräsmarker.